# Gideon Böss
Gideon Böss (* 17. Februar 1983 in Mannheim) ist ein deutscher Schriftsteller und Kolumnist.

## Publizistische und literarische Tätigkeit
Im Jahr 2013 erschien das Buch Auf ein Gläschen mit Helmut Schmidt, an dem Böss als einer von drei Autoren beteiligt war. Es handelt sich um eine Satire auf die Interviewreihe Auf eine Zigarette mit Helmut Schmidt, die Helmut Schmidt in Zusammenarbeit mit Giovanni di Lorenzo publiziert hat. Im Oktober 2014 folgte der Roman Die Nachhaltigen, der sich am Beispiel eines schwarzen Schauspielers, der aufgrund seiner Hautfarbe für die Rolle des Adolf Hitler abgelehnt wird, mit dem Thema der politischen Korrektheit und Inkorrektheit beschäftigt.
2016 kam es zur Veröffentlichung von Deutschland, deine Götter – Eine Reise zu Tempeln, Kirchen, Hexenhäusern, einem Sachbuch über die religiöse Vielfalt in Deutschland. Dafür reiste der selbsterklärte Agnostiker Böss zu 26 verschiedenen Gemeinschaften, wobei sowohl etablierte Religionen wie die katholische Kirche, das Judentum und der Islam auf dem Programm standen als auch kleinere wie die Heilsarmee, der Hinduismus und das Mormonentum sowie Exoten wie die Mandäer oder Quäker. Positiv wurde in der Presse hervorgehoben, dass die Themen Religion und Glauben zwar kurzweilig und unterhaltsam dargestellt würden, jedoch ohne dass es ins Respektlose abdriftete. So schrieb Doris Akrap in der taz: „Böss liefert hier kein Sammelsurium kurioser Freaks, die sich schrägen Ritualen unterziehen. Er berichtet vielmehr von Teilen der deutschen Gesellschaft, die vielleicht die wichtigste Basis der international so gefeierten deutschen Willkommenskultur 2015 war.“
2019 folgte mit Schatz, wir werden reich (vielleicht) - Ein Paar und 20 Anläufe zum großen Geld ein weiteres Sachbuch, für das zwanzig verschiedene Versuche gestartet wurden, um reich zu werden. Dabei ging die Spannweite von Aktien und Bitcoins, über Pferdewetten, Kofferversteigerungen und Kunsthandel bis hin zur Teilnahme an der Deutschen Schatzsuchermeisterschaft und einem Wochenendseminar bei einem Motivationsguru. Sophie Dannenberg schrieb im Cicero, dass es sich bei diesem Werk um eine „irrwitzige Butterfahrt durch den Kapitalismus“ handelt.
2020 erschien mit Irren ist göttlich der erste Fantasy-Roman, der auf dem Würfelplaneten angesiedelt ist. Der Roman schaffte es 2021 auf die Shortlist des Phantastik-Literaturpreis Seraph. Für das Buch verwendete Böss zunächst das Pseudonym Daniel Sand, das er zum Erscheinen des Hörbuchs ablegte.
2022 erschien außerdem mit Kinder, wie die Zeit vergeht das erste Theaterstück des Autors.
Neben seiner schriftstellerischen Tätigkeit schrieb Böss von 2008 bis 2017 den Weblog Böss in Berlin, in dem er sich zumeist auf ironische und satirische Art mit Themen rund um Kultur und Gesellschaft beschäftigte. Seit 2017 war er Kolumnist bei Spiegel Daily, einer Online-Zeitung des Spiegel. Außerdem veröffentlicht er regelmäßig in weiteren Medien wie Focus, Welt am Sonntag, Cicero, der Welt und als Autor in der Jüdischen Allgemeinen.
Böss lebt in Berlin.

## Werke
- Lorenzo di Arrabiata (Alexander Wendt, Gideon Böss, Silvia Meixner): Auf ein Gläschen mit Helmut Schmidt: Hunderte Antworten auf brennende Fragen. Albrecht Knaus Verlag, 2013, ISBN 978-3-8135-0590-0.
- Die Nachhaltigen. Eichborn Verlag, 2014, ISBN 978-3-8479-0575-2.
- Deutschland, deine Götter: Eine Reise zu Kirchen, Tempeln, Hexenhäusern. Tropen, 2016, ISBN 978-3-608-50230-5.
- Gideon Böss, Christine Böss: Schatz, wir werden reich! (vielleicht) - Ein Paar und zwanzig Anläufe zum großen Geld. Topicus, 2019, ISBN 978-2-919807-43-7.